# Who Do We Think We Are
Who Do We Think We Are! (englisch für ‚Was glauben wir, wer wir sind!‘) ist das siebte Studioalbum der britischen Hard-Rock-Band Deep Purple. Es erschien im Februar 1973 und ist das vierte beziehungsweise letzte in der „klassischen“ Mk-II-Besetzung vor der Neugründung im Jahre 1984.

## Entstehung und Veröffentlichung
Die Erstveröffentlichung von Who Do We Think We Are erfolgte im Februar 1973 bei den Musiklabels Purple Records (Europa) und Warner Bros. Records (Japan und Vereinigte Staaten). Das Album erschien in seiner Originalausführung als LP mit sieben Titeln (Katalognummer: 062-94 140). Am 20. Oktober 2000 erschien eine remasterte CD-Ausführung bei EMI Music mit den Bonustiteln First Day Jam und Painted Horse sowie fünf Remixen (Katalognummer: 5216072). Wie dem CD-Begleitheft zu entnehmen ist, nimmt der Titel Bezug auf die empörte Presse-Schlagzeile “Who do Deep Purple think they are...”.
Geschrieben und produziert wurden alle Lieder gemeinsam von den Deep-Purple-Mitgliedern Ritchie Blackmore, Ian Gillan, Roger Glover, Jon Lord und Ian Paice. Im Stück Rat Bat Blue (Lords Orgel-Solo) wird originale Musik von J. S. Bach (Präludium e-moll, BWV 855) übernommen. Aufgenommen wurde das Album im Juli 1972 in Rom und im Oktober 1972 in Walldorf bei Frankfurt am Main, jeweils im Rolling-Stones-Mobilstudio. Doch während die drei vorangegangenen Alben gute Kritiken erhielten und sich sehr gut verkauften, konnte sich dieses Album nicht überall an die Spitze der Charts setzen. Es erreichte in den USA Platz 15 der Charts. Eine remasterte Version der LP wurde 2000 veröffentlicht. Trotz aller bandinternen und musikalischen Diskrepanzen wurde Deep Purple im selben Jahr dank ihrer Alben Machine Head, Made in Japan und eben Who Do We Think We Are der am meisten verkaufte Musikact in den Vereinigten Staaten, und konnte das Jahr 1973 mit den meisten Plattenverkäufen weltweit abschließen.
Das Verhältnis der Bandmitglieder bei den Aufnahmen war angespannt. Sie begaben sich getrennt ins Studio und es war von der Auflösung der Band die Rede. Anfang 1973 erklärten die Bandmitglieder übereinstimmend, Deep Purple löse sich auf. Tatsächlich schieden Ende Juni im Anschluss an das Album Sänger Ian Gillan sowie Bassist Roger Glover aus, der erfahren hatte, dass Ritchie Blackmore ihn aus der Gruppe herausdrängen wollte. An ihre Stellen traten Glenn Hughes und der spätere Whitesnake-Frontmann David Coverdale.

## Titelliste

### Original
Seite 1
1. Woman from Tokyo – 5:48
2. Mary Long – 4:23
3. Super Trouper – 2:54
4. Smooth Dancer – 4:08

Seite 2
1. Rat Bat Blue – 5:23
2. Place in Line – 6:29
3. Our Lady – 5:12

### Bonustitel (Remastered-CD von 2000)
Originalalbum und folgende zusätzlichen Titel:
1. Woman from Tokyo – 6:37 (’99 Remix)
2. Woman from Tokyo – 1:24 (Alt. bridge)
3. Painted Horse – 5:19 (Studio out-take)
4. Our Lady – 6:05 (’99 Remix)
5. Rat Bat Blue – 0:57 (Writing session)
6. Rat Bat Blue – 5:49 (’99 Remix)
7. First Day Jam – 11:31 (Instrumental)

## Singleauskopplungen
Als einzige Single aus dem Album wurde Woman from Tokyo ausgekoppelt. Das Stück wurde, ebenso wie Painted Horse, in Rom aufgenommen. Die lange, schwierige Session brachte nur diese beiden Songs hervor. Ian Gillan merkte zum Text von Woman from Tokyo an, dass es eigentlich nicht um eine Frau, sondern um die Begeisterung und Erwartungen der ersten Tournee nach Japan ging. Die damals lauteste Band der Welt, laut Guinness-Buch der Rekorde, debütierte im Frühherbst 1972 mit ihrer Japan-Tournee. Am 16. Februar 1973 veröffentlichte auch Purple Records den Song.
Singles in den Charts

| Jahr | Titel            | Höchstplatzierung, Gesamtwochen, AuszeichnungChartplatzierungen (Jahr, Titel, , Platzierungen, Wochen, Auszeichnungen, Anmerkungen) | Höchstplatzierung, Gesamtwochen, AuszeichnungChartplatzierungen (Jahr, Titel, , Platzierungen, Wochen, Auszeichnungen, Anmerkungen) | Anmerkungen                          |
| Jahr | Titel            | DE | US | Anmerkungen                          |
| ---- | ---------------- | --- | --- | ------------------------------------ |
| 1973 | Woman from Tokyo | DE16 (11 Wo.)DE | US60 (6 Wo.)US | Erstveröffentlichung: 7. August 1973 |

## Rezeption
Das Album bekam eher durchwachsene Kritiken und fiel hauptsächlich nur durch das Lied Woman from Tokyo positiv auf. Die Musikzeitschrift pop meinte nach der Veröffentlichung des Albums, dieses sei ein „Abklatsch“, „eine lustlos herunter gedroschene Pflichtübung“, und weiter: „Hart und knochentrocken rollt der Purple-Rhythmus. Dichte Arrangements werden von Sänger Ian Gillan beinahe im Fünfziger-Rock-'n'-Roll-Stil interpretiert. Doch nur selten durchwirken feingliedrige Orgelimprovisationen und schnelle Gitarrenpassagen die stampfende Rockmaschine“.
Über das Album schreibt www.allmusic.com: „Erheblich minderwertiger als seine drei erstklassigen Vorgänger, offenbart das Album eine verbrauchte Band, welche deutlich an den Nähten zerfällt.“
Positiv äußerte sich der Musikexpress: „‚Who Do We Think We Are‘ ist … mit Abstand das beste Album der härter denn je rockenden Deep Purple. Trotz der immer häufiger zu vernehmenden Trennungsgerüchte präsentiert sich die Band auf dieser neuesten und vielleicht auch allerletzten LP in einer unglaublichen Dynamik. […] Deep Purple (sind) im Vergleich zu früher eine ganze Menge abwechslungsreicher geworden.“

## Kommerzieller Erfolg

### Chartplatzierungen
| ChartsChartplatzierungen       | Höchstplatzierung | Wochen/ Monate |
| ------------------------------ | ----------------- | -------------- |
| Deutschland (GfK)              | 3 (7 Mt.)         | 7 Mt.          |
| Österreich (Ö3)                | 2 (6 Mt.)         | 6 Mt.          |
| Vereinigte Staaten (Billboard) | 15 (49 Wo.)       | 49 Wo.         |
| Vereinigtes Königreich (OCC)   | 4 (11 Wo.)        | 11 Wo.         |

| ChartsJahrescharts (1973) | Platzierung |
| ------------------------- | ----------- |
| Deutschland (GfK)         | 13          |
| Österreich (Ö3)           | 5           |

### Auszeichnungen für Musikverkäufe
Am 4. November 1973 wurde das Album mit der Goldenen Schallplatte ausgezeichnet.
| Land/Region               | Auszeichnungen für Musikverkäufe (Land/Region, Auszeichnung, Verkäufe) | Verkäufe |
| ------------------------- | ---------------------------------------------------------------------- | -------- |
| Frankreich (SNEP)         | Gold                                                                   | 100.000  |
| Vereinigte Staaten (RIAA) | Gold                                                                   | 500.000  |
| Insgesamt                 | 2× Gold ·                                                              | 600.000  |

## Trivia
Im Rahmen der Who Do We Think We Are!-Europatournee Anfang 1973 in Dänemark verfolgte der spätere Metallica-Schlagzeuger Lars Ulrich den Liveauftritt der Gruppe. Er war von der Performance der Band, und hier vor allem von Ritchie Blackmore, so sehr begeistert, dass er das Album Fireball erstand und anfing, erstmals Gitarre spielen zu lernen.